# 't Suydevelt
't Suydevelt was een waterschap in het zuiden van de provincie Drenthe, in 1994 ontstaan uit een fusie van de schappen het Loo- en Drostendiep en de Bargerbeek, dat op zijn beurt in 2000 is gefuseerd met het Overijsselse waterschap De Vechtlanden tot Velt en Vecht. Het hoofdkantoor van het waterschap lag in Coevorden.
De tegenwoordige waterbeheerder van het gebied is, na de fusie van Velt en Vecht met Regge en Dinkel in 2014 het waterschap Vechtstromen.

## Wapen
De blazoenering van het wapen luidt als volgt: In goud drie golvende linkerschuinbalken van azuur; in een hartschild van zilver een adelaar van keel. Het schild gedekt door een gouden kroon van drie bladeren en twee parels.
't Suydevelt is een vlakte ten westen van Emmen. Het blauwe gedeelte symboliseert onder andere het Loodiep en het Drostendiep. De adelaar op het wapen is afkomstig van de wapens van de families Van Coeverden en Clencke deze hadden een of meerdere adelaars in hun wapens. Ook werd bepaald om de adelaar rood te maken en daar omheen wit, de kleuren van de bisschoppen van Utrecht die in de middeleeuwen over het gebied regeerden.

## Naam
't Suydeveld is een van de oude schrijfwijzen van het Drentse dingspel het Zuidenveld.